# Antonio Margheriti
Antonio Margheriti (19 de setembre de 1930 – 4 de novembre de 2002), també conegut amb els pseudònims Anthony M. Dawson i Antony Daisies ("daisies" és "margherite" en italià), era un cineasta italià. Margheriti va treballar en molts gèneres diferents a la indústria cinematogràfica italiana, i era conegut per la seva de vegades derivada però sovint elegant i entretinguda ciència-ficció peplum, terror/giallo, Eurospy, Spaghetti Western, Guerra del Vietnam i acció, que es van estrenar a un ampli públic internacional. Va morir el 2002.

## Primers anys i carrera professional
Antonio Margheriti va néixer a Roma el 19 de setembre de 1930. Margheriti era fill d'un enginyer ferroviari i va començar la seva carrera cinematogràfica el 1950 treballant amb Mario Serandrei. Després va començar a fer documentals curts començant amb Vecchia Roma el 1953. El 1954, a Margheriti se li va atribuir efectes especials en pel·lícules com I cinque dell'Adamello de Pino Mercanti i La notte che la terra tremo. L'any 1955 va ser acreditat en guions com Classe di ferro.

## Direcció
Margheriti va créixer llegint còmics de ciència-ficció, i quan li van oferir la pel·lícula Space-Men, va signar com a director. El va seguir. aixeca aquesta pel·lícula amb Il pianeta degli uomini spenti protagonitzada per l'actor Claude Rains, que al seu torn va ser seguida per L'arciere delle mille e una notte amb Tab Hunter i algunes pel·lícules més d'estil peplum com ara Il crollo di Roma i I giganti di Roma. Altres gèneres abordats a la dècada de 1960 incloïa terror—Danza macabra, I lunghi capelli della morte i La vergine di Norimberga i l'eurospy: A 077 - Sfida ai killers i Operazione Goldman.
Aleshores, Margheriti va tornar a la ciència-ficció amb la seva sèrie Gamma I, filmada originalment per a la sèrie de televisió italiana Fantascienza però després estrenada en cinemes. Margheriti va seguir aquestes pel·lícules amb alguns western, com ara La parola di un fuorilegge... è legge! i E Dio disse a Caino.
A la dècada de 1980, Margheriti va crear pel·lícules després de l'èxit de Platoon i A la recerca de l'arca perduda , com ara L'ultimo cacciatore i I cacciatori del cobra d'oro, ambdues protagonitzades per David Warbeck. Warbeck també va protagonitzar Tiger Joe, una pel·lícula eclipsada per la tragèdia quan el director de fotografia de Margheriti durant molt de temps, Riccardo Pallottini, va morir en un accident d'avió mentre intentava rodava l'última pel·lícula.
Va aprofundir en el gènere de pel·lícules inspirades en The Wild Geese amb Arcobaleno selvaggio i Commando Leopard protagonitzada per Lewis Collins. així com Conan el Bàrbar (1982) amb Il mondo di Yor, que es va rodar a Turquia i va ser recollit per Columbia Pictures per a una estrena estatunidenca a 1400 cinemes.
Margheriti va morir el 4 de novembre de 2002.

## Estil
L'especialitat de Margheriti en pel·lícules van ser els esforços de baix pressupost que van caure en gèneres com l'acció i la ciència-ficció simultàniament, cosa que li va permetre gravar plans mestres, primers plans i molt més. Això el va portar sovint a fer pel·lícules amb molta cura i li va permetre crear diverses pel·lícules a l'any.

## Filmografia
- Space Men (1960)
- Il pianeta degli uomini spenti (1961)
- L'arciere delle mille e una notte (1962)
- Il crollo di Roma (1963)
- La vergine di Norimberga (1963)
- Danza macabra (1964)
- Anthar l'invincibile (1964)
- Il pelo nel mondo, codirigida amb Marco Vicario (1964)
- Ursus, il terrore dei kirghisi, codirigida amb Ruggero Deodato (1964)
- I giganti di Roma (1964)
- I lunghi capelli della morte (1964)
- I criminali della galassia (1965)
- I diafanoidi vengono da Marte (1966)
- Il pianeta errante (1966)
- A 077 - Sfida ai killers (1966)
- Operazione Goldman (1966)
- La morte viene dal pianeta Aytin (1967)
- Joe l'implacabile (1967)
- Nude... si muore (1968)
- Io ti amo (1968)
- Joko - Invoca Dio... e muori (1968)
- Contronatura (1968)
- E Dio disse a Caino... (1969)
- L'inafferrabile invincibile Mr. Invisibile (1970)
- Nella stretta morsa del ragno (1971)
- Novelle galeotte d'amore (1972)
- Finalmente... le mille e una notte (1972)
- La morte negli occhi del gatto (1973)
- Ming, ragazzi! (1973)
- Manone il ladrone (1974)
- Whiskey e fantasmi (1974)
- Là dove non batte il sole (1974)
- Il mostro è in tavola... barone Frankenstein, codirigida amb Paul Morrisey (1975)
- Controrapina (1975)
- Dracula cerca sangue di vergine... e morì di sete!!!, con Paul Morrisey (1975)
- La parola di un fuorilegge... è legge! (Take a Hard Ride), (1975)
- Con la rabbia agli occhi (1976)
- Killer Fish - L'agguato sul fondo (1978)
- Apocalypse domani (1980)
- L'ultimo cacciatore (1980)
- Car Crash (1981)
- Fuga dall'arcipelago maledetto (1982)
- I cacciatori del cobra d'oro (1982)
- Il mondo di Yor - minisèrie (1983)
- Tornado (1983)
- Arcobaleno selvaggio (1984)
- I sopravvissuti della città morta (1984)
- La leggenda del rubino malese (1985)
- Commando Leopard (1985)
- L'isola del tesoro - minisèrie (1987)
- Il triangolo della paura (1988)
- Alien degli abissi (1989)
- Indio (1989)
- Indio 2 - La rivolta (1991)
- Gengis Khan, codirigida amb Ken Annakin (1992)
- Potenza virtuale (1997)

## Llegat
En el documental sobre l'estrena a Image DVD de la seva pel·lícula Apocalypse domani, Margheriti va esmentar amb orgull que era la preferida de Quentin Tarantino entre les seves pel·lícules. A la pel·lícula de Tarantino Maleïts malparits, el personatge d'Eli Roth, Donnie Donowitz, utilitza "Antonio Margheriti" com a àlies en una operació encoberta a la projecció de cinema de Stolz der Nation. També hi ha una referència a la pel·lícula de Tarantino, Once Upon a Time in Hollywood. En aquesta pel·lícula, Leonardo DiCaprio retrata l'actor de ficció Rick Dalton, que va a Itàlia el 1969 per filmar Spaghetti Westerns, inclòs un thriller d'espies dirigit per Margheriti titulat Operazione Dyn-o-mite.